# Île Ronde (Îles-Laval)
Pour les articles homonymes, voir Île Ronde.
Ne doit pas être confondu avec Île Ronde (Montréal).
L'île Ronde est une île inhabitée de 3 hectares, la plus petite des quatre îles de l'archipel des Îles-Laval, situées sur la rivière des Prairies au Québec, et la seule à ne pas être reliée à la terre ferme. Administrativement, les Îles-Laval ont été intégrées à Laval en 1965.
Comme les trois autres îles de l'archipel, l'île Bigras, l'île Pariseau et l'Île Verte, l'île Ronde a appartenu à Émilien Bigras. Thor Wikström l'achète dans les années 1960  et il en fait don à Conservation de la nature Canada en 2021 pour assurer sa conservation.
L'île est protégée. Ses rives sont fréquentées par la tortue géographique, une espèce désignée préoccupante au Canada et vulnérable au Québec. Le caryer ovale, un feuillu qui a le statut d’espèce susceptible d’être désignée menacée ou vulnérable au Québec, est présent sur l'île. On y trouve également un milieu humide propice à la reproduction des poissons et des amphibiens, et on y aperçoit des oiseaux aquatiques tels que la bernache du Canada, le canard branchu, le canard chipeau, le canard noir, le canard d’Amérique et le grand harle.